# نمادهای آنارشیستی
آنارشیستها درطول تاریخ از نمادهای مختلفی استفاده می‌کردند. مشهورترین نماد به‌کار گرفته شده یک دایره می‌باشد که درون آن حرف A قرار گرفته‌است. نماد سنتی آنارشیسم نیز پرچمی به رنگ سیاه بود.

سمبل رایج درمیان آنارشیست‌ها که یک دایره و حرف A است.

## پرچم‌ها

### پرچم سرخ
پرچم سرخ به‌طور کلی نماد هرگونه ایدئولوژی چپ‌گرایانه همچون کمونیسم، سوسیالیسم یا گرایش‌های مارکسیستی است، اما به‌طور مشخص در قرن نوزدهم استفاده از این پرچم درمیان آنارشیست‌ها هم رواج یافت. پیتر کروپوکتین، آنارشیست شهیر روس دربارهٔ پرچم سرخ گفته بود که، من به کار بردن پرچم سرخ را ترجیح می‌دهم.

### پرچم سیاه
استعمال پرچم سیاه همگام بود با رشد چند سازمان و مجلهٔ آنارشیستی که در دههٔ ۱۸۸۰ از رنگ مشکی برای معرفی خود استفاده می‌کردند. اما روایتی دیگر معقتد است که آنارشیست‌ها برای متمایز نشان دادن خود از سوسیالیست‌ها رنگ رایج خود را از سرخ به مشکی تغییر دادند. برای اولین بار لویس میشل آنارشیست، از پرچم سیاه در دوران کمون پاریس استفاده کرد. میشل در راهپیمایی بی‌کاران پاریسی در ۹ مارس ۱۸۸۳، با دردست داشتن پرچم مشکی و با شعار "نان، کار یا سُرب!" جمعی از شورش‌گران را به سمت خشونت و غارتگری هدایت می‌کرد. خیلی زود این پرچم راه خود را به سمت ایالات متحده آمریکا نیز باز کرد و آنارشیست‌های آمریکایی در راهپیمائی سال ۱۸۸۴، به‌طور گسترده از پرچم سیاه استفاده کردند. همان موقع یک روزنامهٔ انگلیسی زبان آنارشیستی در شیکاگو دراین‌باره نوشت: "پرچمِ هولناکِ سیاه، پرچمِ گرسنگی، بدبختی و مرگ است".

### پرچم دوگانه

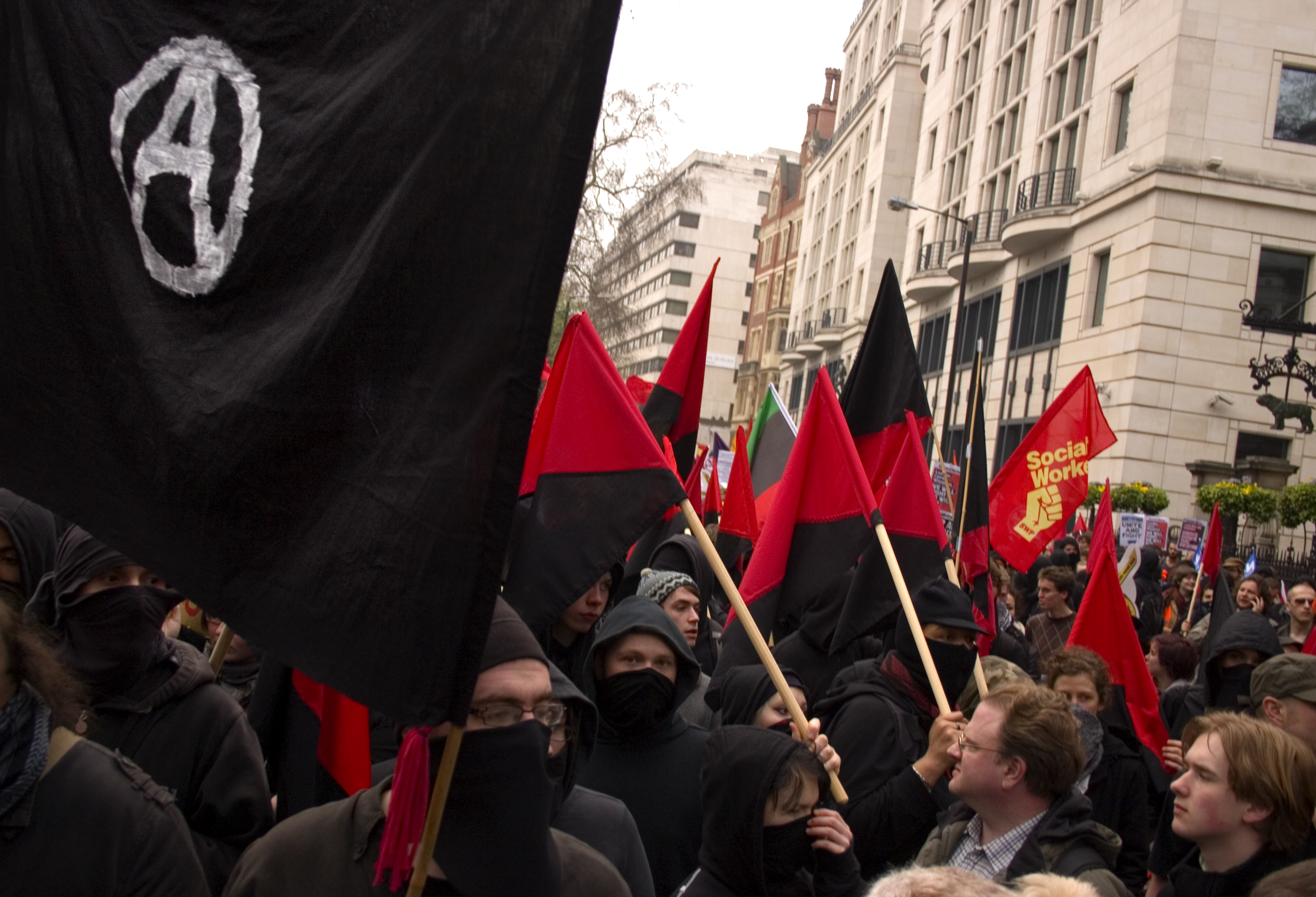
پرچم سیاه و سرخ در دستان معترضان به سیاست ریاضت اقتصادی در سال ۲۰۱۱

پرچم دیگر به دو رنگ قرمز و مشکی است. برای نخستین بار در سال ۱۸۷۴ آنارشیست‌های ایتالیایی در قیام بولونیا از این پرچم دورنگ استفاده کردند. به‌طور گسترده‌تر بار دیگر آنارشیست‌های ایتالیایی در طول دوران انترناسیونال اول پرچم‌های سیاه و سرخ را به دستان خود می‌گرفتند. بعدها این پرچم نمادآنارکوکمونیست‌ها، آنارکوسندیکالیست‌ها، سوسیالیست‌های آزادی‌خواه شد. در طول جنگ داخلی اسپانیا، آنارکوسندیکالیست‌های اسپانیایی از این پرچم دورنگ بهره می‌بردند.

## دایره-A

دایره و کلمهٔ A. علیه اقتدارگریزی یا علیه نظم مرکزی را می‌توان معنای این نماد درنظر گرفت

درطول دههٔ ۱۹۷۰ این نماد وارد فرهنگ سیاسی جهان شد. این نماد متشکل است از یک دایره که درون آن کلمهٔ اول الفبای لاتین (A) محصور شده‌است. سیدنی میلشتاین در تفسیر این نماد گفته‌است که کلمهٔ A همان حرف اول واژهٔ anarkhia (بدون اقتدار/رهبر) یونانی و دایره همان واژهٔ O است. واژهٔ O را نیز می‌توان همان حرف اول کلمهٔ سازمان (Organization) یا نظم (Order) درنظر گرفت.

## گربه سیاه

گربهٔ سیاه یا گربهٔ وحشی با چنگال و دندانی برهنه نیز گاهی نماد آنارشیسم به‌ویژه آنارکوسندیکالیسم‌ها بوده‌است. طراح این نماد، رالف چاپلین شخصیت برجستهٔ اتحادیهٔ کارگران صنعتی جهان (IWW) بوده‌است. در این پوستر طراحی شده، گربهٔ سیاه درحال پیشنهاد دادن به اتحادیه‌های کارگری برای اقدامات اعتصابی و اعتراضی می‌باشد.